# Wenderkogel
Der Wenderkogel, auch Wenderkogl, ist ein Berg (2200 m ü.A.) in den Ötztaler Alpen.

## Lage
Der Gipfel des Wenderkogel liegt etwa 1,5 km nordwestlich der Ortschaft Köfels und ca. 2 km südwestlich der Gemeinde Umhausen im Ötztal. Die nächstgelegenen laut ÖAV orographisch selbständigen Berge sind der Fundusfeiler, welcher, durch das Fundustal getrennt, ca. 3 km südwestlich gegenüber dem Wenderkogelgipfel liegt, der Blockkogel ca. 5 km südlich und der Wildgrat ca. 6 km nordwestlich des Gipfel des Wenderkogels. Alle 3 Berge sind Teil des Geigenkamms.

## Aufstieg

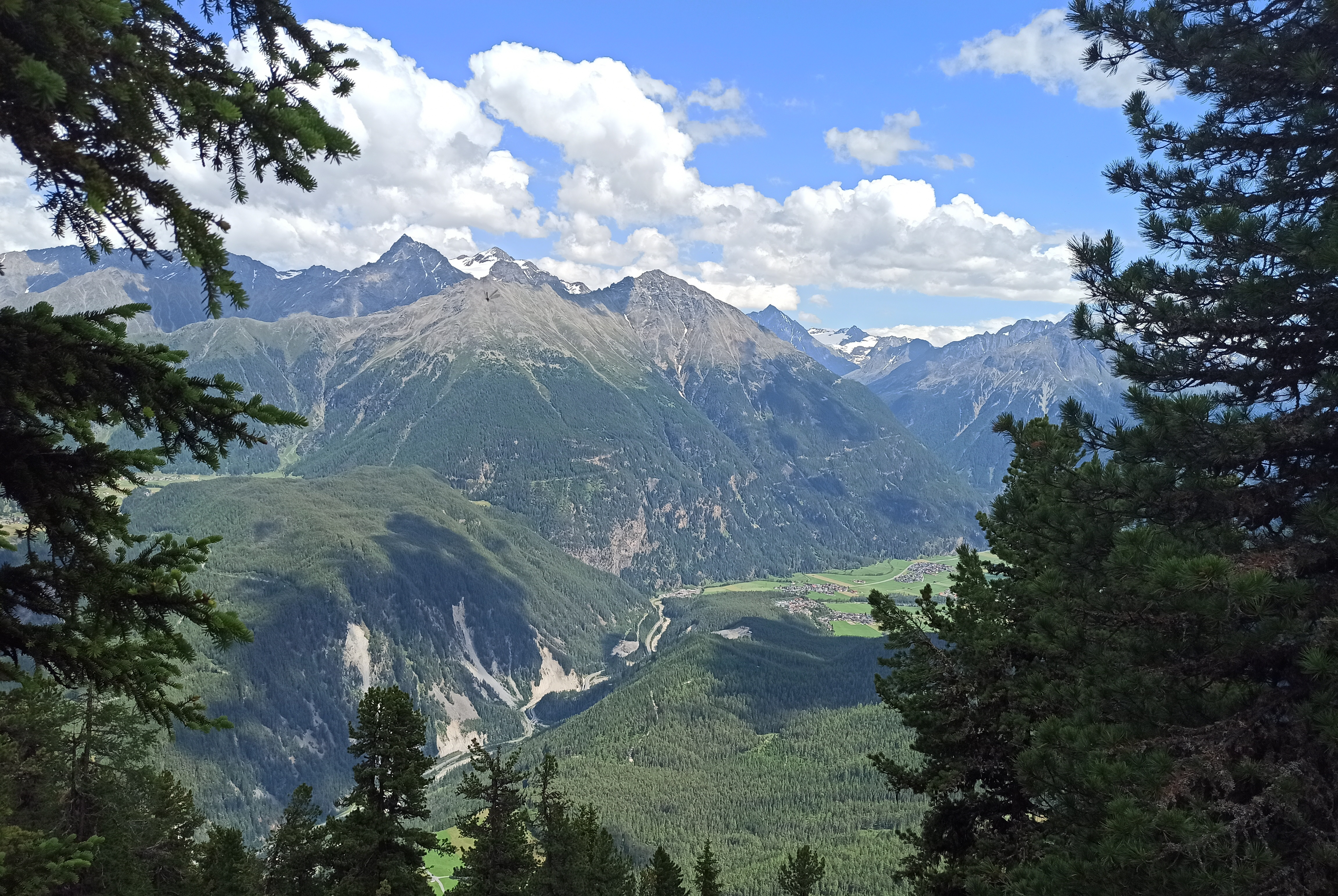
Blick vom Grat des Wenderkogels nach Südosten ins Ötztal bei Längenfeld.

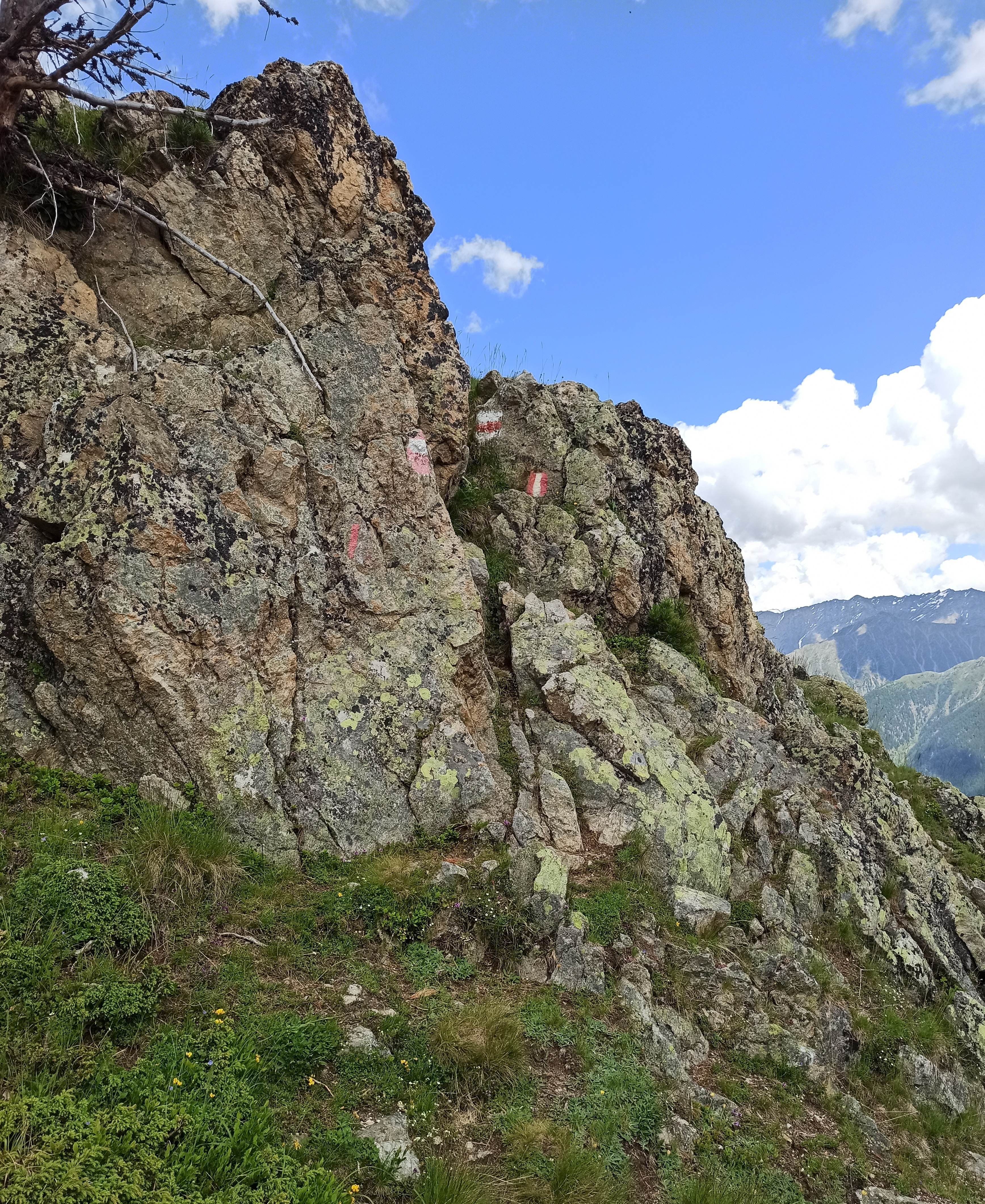
Kleine Kletterstelle direkt vor dem Wenderkogelgipfel. Bei Aufstieg über das Schartle zu passieren. Blick nach Osten.

Der klassische Startpunkt für die Begehung des Wenderkogels ist Köfels, von wo es 2 Varianten für die Gipfelbesteigung gibt: Eine führt über das Schartle (2085m), dem Übergang von Köfels in das Fundustal, und anschließend über den Blockgrat zum Gipfel, wobei kurz vor diesem eine leichte, für trittfeste Wanderer gut bewältigbare kleine Kletterstelle zu überschreiten ist. Aufgrund dieser und wegen des Grades ist für diese Aufstiegsmöglichkeit Trittfestigkeit, nicht zwingend aber Schwindelfreiheit, erforderlich.
Die andere Variante führt von Köfels aus hauptsächlich über Waldwege, vorbei am unter dem Gipfel liegenden Gipfelkreuz und später über den breiten Nordostrücken, hinauf zum Gipfel. Genauso wie Variante 1 ist diese Aufstiegsmöglichkeit schwarz markiert, allerdings sind hier im Unterschied zu dieser außer eines steilen Weges keine größeren Schwierigkeiten zu überwinden.
Da beide Varianten in Köfels beginnen, werden sie auch gerne zu einer Rundwanderung verbunden, wobei beide auch zum Abstieg dienen können.

## Bergsturz von Köfels
Der Wenderkogel repräsentiert die nordwestliche Abrisskante des prähistorischen Bergsturzes von Köfels, durch den der Südostteil des zuvor wohl wesentlich höheren Wenderkogels ins Ötztal absackte und die Bergsturzmasse des Hohen Bichls westlich und des Taufererbergs östlich der Ötztaler Ache hinterließ, die sich durch Bildung der Schlucht Maurach durch die Bergsturzmasse hindurchgrub. Durch die große Fallhöhe wurden auf der Gleitbahn Temperaturen erreicht, die das Gestein zum Schmelzen brachten; die zu Glas erstarrte Schmelze wird Köfelsit genannt. Entlang der vom Schartle nach Süden verlaufenden Abrisskante sind eine Reihe von Nackentäler zu erkennen, wo einzelne Bergpartien schon einige Meter abgesackt sind, sich aber wieder (vorläufig) stabilisiert haben.

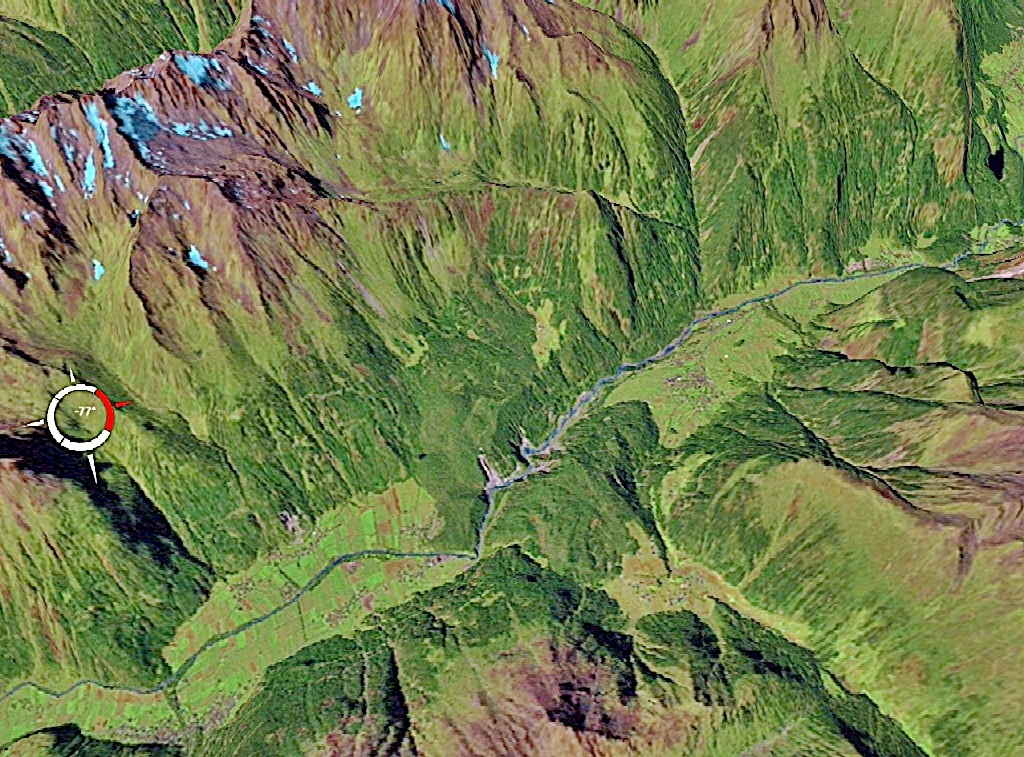
Satellitenbild des Bergsturzes, oben ist Nordwesten (annotiert)
Blick von Niederthai-Bichl auf den Wenderkogel (rechts), die gesamte riesige Abrissnische, und die Bergsturzmasse mit Köfels im Vordergrund